# Tango Bourges Basket
Maillots
Actualités
Le Tango Bourges Basket (jusqu'en 2003 CJM Bourges Basket) est un club de basket-ball français fondé en 1967 et basé à Bourges qui appartient à la LFB, qui est le plus haut niveau du championnat de France. Le club possède un des plus beaux palmarès du pays, avec trois victoires en Euroligue (compétition de clubs la plus prestigieuse en Europe) en 1997, 1998 et 2001, une Coupe Ronchetti en 1995 et deux Eurocoupes (C2) en 2016 et 2022. Le club a dépassé le Clermont UC pour le plus grand nombre de titre de championnat de France avec quatorze titres après celui de 2018.

## Historique
L'association Cercle Jean-Macé Bourges est fondée en 1967,. Dix ans plus tard, l'équipe masculine devient champion de France de Nationale 3 (3e division) et accède à la nationale 2 (le deuxième niveau français à l'époque derrière la nationale 1), mais le club est rétrogradé dès la saison suivante. Le conseil d’administration du club actant qu'il n’a pas les moyens d'avoir une équipe de très haut niveau en masculin, la décision est prise en 1987 de concentrer les efforts sur l’équipe féminine.
L'épopée de l'équipe féminine débute en 1987, Patrick Dorie prend alors les commandes du club, et l'équipe devient championne de France de Nationale 4 (5e division). L'équipe restera en N3 jusqu'en 1988. En 1989,sous la direction de l'internationale Cathy Malfois, le club accède à la Nationale 1B et remporte également la coupe de France, trophée qu'il conservera à l'issue de l'exercice 1990-1991. Cette année-là, le club accède à la Nationale féminine 1A.
En 1993, Pierre Fosset devient président du club, et l'arrivée de l'entraîneur russe Vadim Kapranov à la tête de l'équipe s'avère un événement important dans la vie du club. Une troisième personnalité importante dans l'histoire du club arrive au sein du club en cette année 1993, Yannick Souvré. À la fin de la saison, le CJM récolte une cinquième place synonyme de qualification européenne (Coupe Ronchetti). La saison suivante, la section basket-ball se sépare du Cercle Jean-Macé, devient champion de France pour la première fois son histoire et remporte la Coupe Ronchetti face aux Italiennes de Parme. Pour Anna Kotočová, « ce titre n'est pas qu'une victoire en Ronchetti, c'était le début de l'histoire du club. C'est le premier titre européen de basket féminin en France. À partir de là, on a commencé à parler de basket français, de Bourges ». Le président de la République François Mitterrand reçoit les joueuses à la mairie de Bourges. 
En 1996, nouveau doublé avec le titre de champion de France, face au club de Valenciennes, et une victoire dans le tournoi de la Fédération. Pour sa première participation à l'Euroligue, compétition la plus prestigieuse sur la scène européenne, Bourges atteint le Final Four disputé à Sofia, s'inclinant face aux Italiennes de Côme puis aux Slovaques de Ružomberok. L'année suivante, le club atteint le sommet de l'Europe en remportant l'Euroligue,. Malgré l'absence de son entraîneur, endeuillé par le décès de sa fille et représenté par son adjoint Olivier Hirsch, Souvré dirige le jeu depuis le terrain et conduit son équipe à la victoire, face à Côme puis face aux Allemandes de Wuppertal en finale. Le club est une nouvelle fois champion de France, toujours face à Valenciennes.
L'année suivante, le club organise dans sa salle du palais des sports du Prado, le Final Four de l'Euroligue 1998. La rivalité entre Bourges et Valenciennes a lieu également en coupe d'Europe, les deux équipes étant opposées en demi-finale. Après s'être imposé sur le score de 69 à 48 avant de remporter son conserver son trophée européen en s'imposant face aux Espagnoles de Pool Getafe sur le score de 76 à 64. Bourges complète le bilan de sa saison par un nouveau titre de champion de France, toujours face aux rivales de Valenciennes.
En 1999 les Berruyères sont stoppées en quart de finale de l'Euroligue par Ružomberok, futur vainqueur de la compétition, sur le score de 65 à 58 lors de la troisième et ultime manche de la série. En France, le club conserve son titre de champion de France, devenant ainsi le premier vainqueur de la Ligue féminine de basket, pour la quatrième année consécutive face à Valenciennes. Le club remporte également le tournoi de la Fédération face à Aix-en-Provence.
Lors de la saison 1999-2000, Bourges atteint de nouveau le Final Four de l'Euroligue. Après avoir battu les Russes du ŽBK Dynamo Moscou, les Berruyères s'inclinent en finale face à Ružomberok sur le score de 67 à 64,. En France, Bourges réalise de nouveau le doublé en s'imposant face aux deux mêmes adversaires que la saison précédente, Valenciennes en championnat et Aix lors du tournoi de la Fédération.
La saison 2000-2001 voit Bourges et Valenciennes s'affronter en finale de l'Euroligue lors du Final Four de Messine en Sicile. La décision entre les deux équipes se fait lors des derniers instants grâce à Cathy Melain qui traverse le terrain avec le ballon pour inscrire les deux derniers points de la rencontre, Bourges l'emportant sur le score de 73 à 71,,. Bourges, qui s'est imposé 69 à 62 face à Valenciennes lors du tournoi de la Fédération, s'incline deux à zéro en finale du championnat lors de la troisième finale de l'année opposant les deux équipes.
Bourges subit alors une période de domination sans partage de l'USVO sur le championnat de France, cinq titres consécutifs dont quatre en finale face à Bourges, ce dernier étant absent de la finale 2003 en terminant troisième derrière Valenciennes et Tarbes. Cela met un terme à une série de huit participations consécutives à la finale. Durant cette période, Bourges est éliminé en quart de finale lors de l'Euroligue 2002, par Parme, Valenciennes succédant aux Berruyères au palmarès de la compétition. Bourges se voit confier pour la deuxième fois l'organisation du Final Four lors de l'édition de 2003. C'est la troisième fois de leur histoire que les deux équipes s'affrontent lors d'une finale à quatre. Valenciennes prend le meilleur sur son rival français en s'imposant sur le score de 89 à 57. Devant cet échec, et lors du match pour la troisième place face à Brno, l'entraîneur Olivier Hirsch est démis de ses fonctions, remplacé par son adjoint Sébastien Nivet.
Cette même année 2003 est également importante pour le club avec la création de la structure professionnelle Bourges Basket.
C'est finalement Pierre Vincent, entraîneur de équipe de France junior masculine, qui est nommé au poste d'entraîneur pour un contrat de trois ans,. Celui-ci doit faire face à l'arrêt de Yannick Souvré et des départs de Cathy Melain et de la Russe Ilona Korstine mais peut compter sur l'arrivée de Céline Dumerc. Ce sont les Hongroises de MiZo Pécs qui éliminent Bourges en quart de finale de l'Euroligue lors de la première saison de son nouvel entraîneur. En France, Bourges s'incline en deux manches face à Valenciennes, 52 à 58 à Bourges et 79 à 56 à Valenciennes.
En 2005, le club s'incline en quart de finale de l'Euroligue face à Pecs, puis renoue avec la victoire, remportant la Coupe de France face à Valenciennes sur le score de 74 à 49,. Cependant, Bourges ne parvient pas à empêcher son rival de remporter un cinquième titre de champion de France consécutif en s'inclinant lors de la manche décisive sur le score de 59 à 55.
Le CJMBB poursuit sur cette bonne dynamique en réalisant un triplé lors des épreuves nationales de la saison 2005-2006, le tournoi de la Fédération sur le score de 72 à 65, puis la Coupe de France, 61 à 56, et enfin le championnat de France, victoire en trois manches, 71 à 58 lors du match d'appui. Toutefois, en Europe, Bourges s'incline une nouvelle fois aux portes du Final Four après une défaite face à Brno sur le score de 70 à 69 malgré l'avantage du terrain lors de ce match d'appui.
En 2007, Bourges retrouve le Final Four de l'Euroligue après avoir éliminé le club de français de Mondeville en huitième de finale, puis les Lituaniennes de TEO Vilnius en quart de finale. Lors de ce Final Four disputé à Vidnoïe en Russie, Bourges s'incline face aux Espagnoles Ros Casares Valence, défaite 59 à 73 puis aux Russes du CSKA Samara. Bourges remporte un nouveau trophée sur la scène française en s'imposant après prolongation face à Valenciennes sur le score 71 à 67 mais s'incline en Coupe de France, 72 à 51 et en championnat en deux manches, 64 à 55 et 70 à 61.
La saison 2007-2008 voit Bourges atteindre de nouveau le Final Four de l'Euroligue qui se dispute à Brno après avoir éliminé Sopron puis le Fenerbahçe İstanbul. Lors de la demi-finale qui l'oppose face à l'équipe qui organise cette finale, Bourges s'incline 90 à 81 après prolongation. Le club français termine quatrième après une défaite de un point face à Ekaterinburg. Une semaine plus tard, Bourges remporte son premier trophée de l'année en s'imposant face à Valenciennes sur le score de 58 à 45 face à son principal rival français, Valenciennes. Bourges remporte le championnat de France en battant en finale Lattes Montpellier en deux manches, 58 à 56 après prolongation puis 52 à 45. Enfin Bourges termine sa saison par un troisième succès lors des trois compétitions françaises en battant Villeneuve-d'Ascq sur le score de 63 à 51.
Après deux participations consécutives au Final Four, Bourges termine sa saison européenne 2008-2009 en quart de finale après deux défaites face aux Hongroises de Sopron, 68 à 65 à Bourges puis 70 à 63 en Hongrie. En France, c'est le club de Tarbes qui se présente face aux Berruyères en finale du championnat de France. Celles-ci s'imposent à domicile lors de la première manche, 55 à 47, mais s'incline lors des deux matchs suivants disputés à Bourges, 78 à 37 puis 72 à 52. Les deux équipes sont également opposées en finale de la Coupe de France, rencontre remportée par Bourges sur le score de 68 à 63.
Après une défaite 72 à 53 en Espagne face à Salamanque en huitième de finale de l'Euroligue 2009-2010, Bourges obtient le droit de disputer une manche décisive en s'imposant lors du match retour, 69 à 64 mais s'incline de nouveau en Espagne sur le score de 64 à 55. La finale du championnat oppose comme la saison précédente Tarbes à Bourges. Tarbes, qui possède l'avantage du terrain après sa première place en saison régulière, s'impose 76 à 73 à Bourges avant de remporter le premier titre de son histoire en s'imposant à domicile sur le score de 54 à 40. Cette victoire met un terme à dix-sept années où les équipes de Valenciennes et Bourges se sont partagé les titres. Bourges remporte toutefois un trophée en prenant sa revanche en finale de la Coupe de France face à Tarbes sur le score 67 à 62.
Lors de la saison européenne 2010-2011, c'est comme la saison précédente une équipe espagnole qui élimine Bourges. Cet adversaire est le club de Valence, qui s'impose en deux manches en quart de finale, 65 à 58 puis 63 à 58. Pour la troisième année consécutive, Tarbes et Bourges disputent la finale du championnat. Après sêtre imposé à Tarbes sur le score de 71 à 53 avant de terminer la série et de renouer avec le titre de champion avec en s'imposant à domicile 71 à 58,. Au terme de cette saison, Pierre Vincent quitte le club pour rejoindre l'ASVEL Lyon-Villeurbanne.

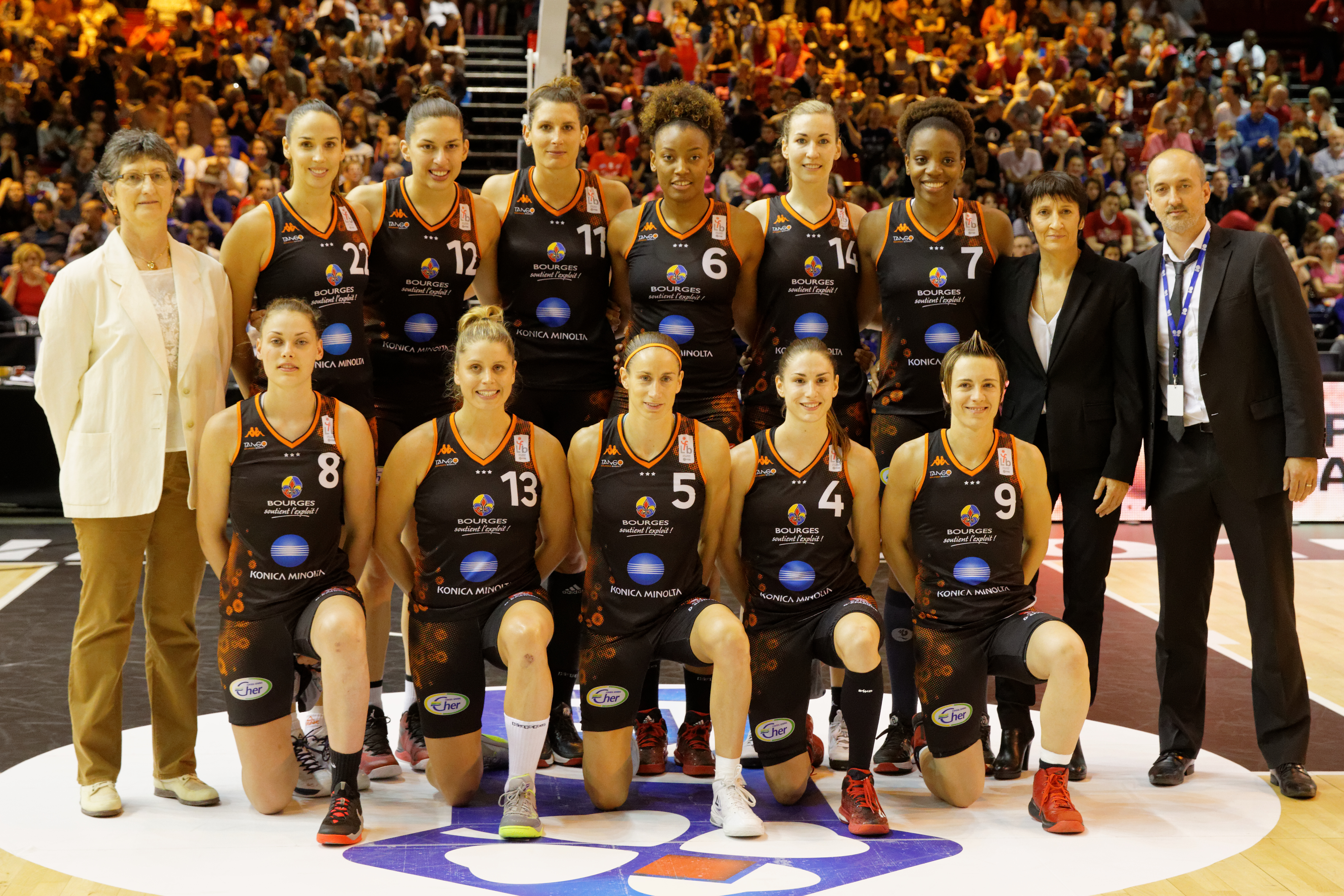
L'équipe lors la finale de la Coupe de France 2015.

C'est Valérie Garnier, ex-internationale française et entraîneuse du Toulouse Métropole Basket, qui prend sa succession à la tête de l'équipe. Celle-ci peut compter sur le retour au club de Céline Dumerc après deux saisons passées en Russie à Ekaterinburg. Bourges échoue dans sa tentative de rejoindre le Final Eight, nouvelle formule de la phase finale de l'Euroligue en s'inclinant face à Rivas Ecópolis, futur finaliste de la compétition, lors du match d'appui sur le score de 56 à 64,. En France, l'adversaire en finale du championnat de France est le club de Lattes-Montpellier. Bourges s'impose chez son adversaire sur le score de 59 à 47 lors du match aller, puis remporte le onzième titre de son histoire en l'emportant lors du match retour 53 à 45,. Arras remporte la Coupe de France aux dépens de Bourges sur le score de 64 à 58.
Fin 2012, le club annonce changer de logo et se préparer à organiser les premiers états généraux du sport féminin en équipe pour devenir, avec un Prado agrandi, une équipe phare d'un sport féminin réévalué en France. Pierre Fosset explique : « Cette salle a été pensée pour recevoir un maximum de compétitions, non pas sur le bon vouloir d’un président. Pour organiser des compétitions nationales y compris pour recevoir les équipes de France, il faut un minimum de 5 000 places. Notre but, comme je l’ai précédemment expliqué, est de faire de Bourges la plateforme du sport féminin collectif pour que l’on puisse recevoir du hand, du volley, du basket et ce aussi bien au niveau national qu’au niveau international avec les équipes nationales. Voilà normalement l’avenir du nouveau Prado. »
Dominé lors de la saison régulière par Lattes-Montpellier, le club de Bourges conserve son titre de champion de France en s'imposant par deux à un en finale : défaite 64 à 52 à domicile, puis deux victoires à Montpellier, 60 à 53 et 64 à 54. En Europe, les Berruyères parviennent à se qualifier pour le Final Eight, puis les demi-finales. Finalement éliminées par le futur vainqueur, UMMC Iekaterinbourg, Bourges décroche la troisième place en battant par 65 à 57 Košice.
Lors de la saison 2013-2014, les Tangos décrochent la quatrième place de l'Euroligue. Sa meneuse emblématique Céline Dumerc est élue meilleure joueuse de la saison régulière de LFB 2013-2014 quelques jours plus tard. Au début de cette même saison, avec la rétrogradation volontaire d'Aix à la fin de la saison précédente, Bourges devient le seul club ayant joué chaque saison de la LFB depuis la création de cette dernière en 1998, et également le club étant depuis le plus longtemps en première division du basket féminin, n'ayant pas quitté l'élite depuis 1991.
Lors de la saison LFB 2014-2015, Bourges remporte son treizième titre de champion de France, égalant ainsi le record de Clermont, en disposant de Villeneuve d'Ascq lors de la belle de la finale (51-49).
En 2019, Pierre Fosset annonce qu'il quitte la présidence du club, fonction qu'il occupait depuis 25 ans. Agnès Saint-Gès lui succède

## Le club

### Le club, la société
Le Cercle Jean Macé Bourges est un club omnisports fondée en 1967 sous l'impulsion du Général Marest et de René Aubrun président fondateur. La section basket-ball se sépare du centre omnisports en 1994 pour devenir le CJM Bourges Basket. Enfin la société professionnelle est créée en 2003.

### La salle

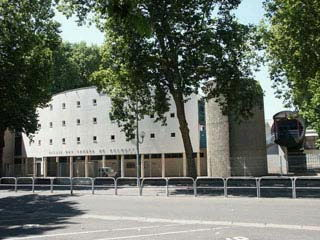
Façade extérieur du palais des sports du Prado

Le club évolue au Prado, salle d'un peu plus de 3 000 places. À l'origine, la salle comptait une tribune pouvant accueillir environ 800 personnes. Après plusieurs phases de travaux successifs, elle a pris désormais la forme d'un chaudron (tribunes de chaque côté du terrain). Le Prado accueille deux Final Four de l'Euroligue, en 1998 et 2003.
Une nouvelle salle plus spacieuse devait succéder au Prado, non loin du péage de l'autoroute A71. Toutefois, ce projet est finalement annulé, au profit d'une rénovation du Prado. Le projet finalement choisit consiste en une extension du nombre de places pour atteindre 5 000, dont 1 800 VIP. Le budget prévisionnel se chiffre à 16,2 millions d’euros. L'inauguration de la salle a eu lieu le 14 octobre 2015 lors de la rencontre UMMC Ekaterinbourg / Tango Bourges Basket qui a vu les russes s'imposer.

### Les supporters, le blason, les couleurs

Premier logo
Deuxième logo (jusqu’au 29 novembre 2012)
Logo actuel (depuis le 29 novembre 2012)

Les supporters de Bourges appellent leur équipe « Tango » en l'honneur des couleurs des maillots. La mascotte, symbole du public, a la forme d'un ours coiffé d'une casquette orange. En 2015, deux nouvelles mascottes font leur apparition: un ours blanc et un renard roux.
Les couleurs du club sont le tango (orange et noir). Les couleurs ont été changées pendant une période pour le blanc et le noir. Depuis 2005, les couleurs sont revenues aux origines du club.

## Palmarès

### National
Le club possède l'un des plus beaux palmarès du basket-ball français :
- Champion de France (15) : 1995, 1996, 1997, 1998, 1999, 2000, 2006, 2008, 2009, 2011, 2012, 2013, 2015, 2018 et 2022
- Vainqueur de la coupe de France (12) : 1990, 1991, 2005, 2006, 2008, 2009, 2010, 2014, 2017, 2018, 2019[77] et 2024.
- Vainqueur du tournoi de la Fédération (7) : 1996, 1999, 2000, 2001, 2006, 2007 et 2008
- Vainqueur du match des champions (5) : 2014[78], 2015[79], 2017, 2018, 2022[80] et 2024.

### International
Le club est le premier club français tous sports confondus à conserver un titre européen. Son palmarès est le suivant :
- Vainqueur de l’Euroligue (3) : 1997, 1998 et 2001
- Finaliste de l’Euroligue (1) : 2000
- Vainqueur de la Supercoupe (1) : 2022
- Vainqueur de l’Eurocoupe (2) : 2016[81], 2022
- Vainqueur de la coupe Ronchetti (1) : 1995

## Personnalités du club

### Entraîneurs successifs
| Nom                | Période           |
| ------------------ | ----------------- |
| De 1988 à 1993     | Catherine Malfois |
| 1993               | Claude Pallanca   |
| De 1993 à 1999     | Vadim Kapranov    |
| De 1999 à 2003     | Olivier Hirsch    |
| Fin de saison 2003 | Sébastien Nivet   |
| 2003 à 2011        | Pierre Vincent    |
| 2011 à 2017        | Valérie Garnier   |
| Depuis 2017        | Olivier Lafargue  |

Le club est entraîné par Catherine Malfois, internationale française de 1972 à 1987, depuis l'année 1988 jusqu'en 1993, période où le club parvient jusqu'à l'élite du basket-ball français, remportant ses premiers trophées avec deux victoires en Coupe de France. Après un court passage de Claude Pallanca, le club est entraîné par Vadim Kapranov, international soviétique qui a déjà dirigé les sections féminine et masculine du CSKA Moscou, tout comme les équipes féminine et masculine de l'URSS. Celui-ci, qui vient de remporter le titre de champion de France avec Challes-les-Eaux Basket, conduit son équipe à son premier titre de champion de France en 1995, année où le club remporte également la première coupe d'Europe du basket-ball féminin français en s'imposant en Coupe Ronchetti face aux Italiennes de Lavezzini Basket Parme. Jusqu'à son départ, le club termine à chaque fois champion de France, mais surtout devient le premier club du sport féminin français à remporter la coupe d'Europe la plus importante, l'Euroligue, en 1997, puis le premier club français, tout sport confondus, à conserver un titre européen en 1998, Durant cette période, il est désigné à deux reprises meilleur entraîneur de la ligue, en 1997 et 1998. 

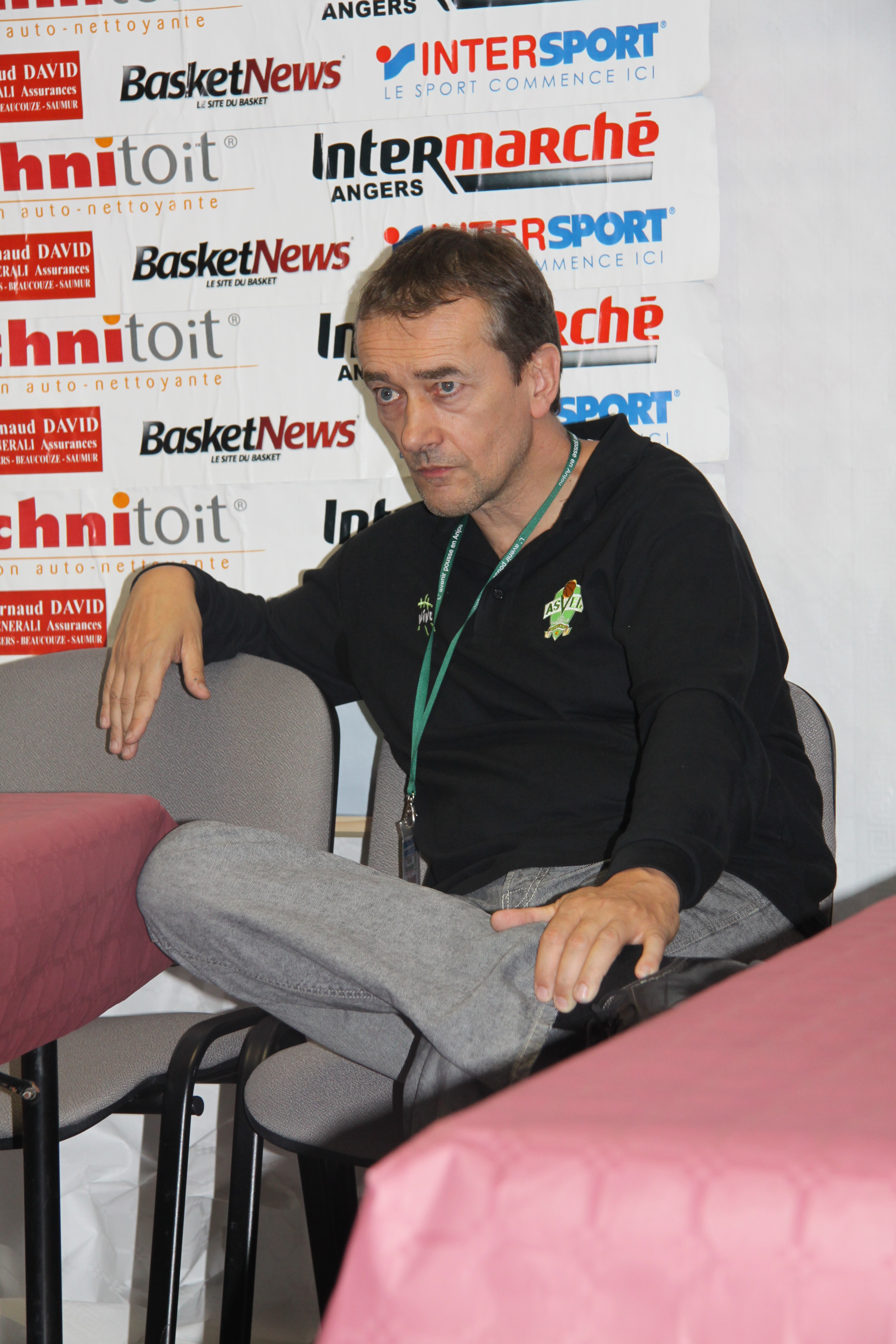
Pierre Vincent

C'est son adjoint Olivier Hirsch qui lui succède à la tête de l'équipe. Celui-ci remporte un nouveau trophée européen, en 2001 après une défaite en finale face à MBK Ružomberok la saison suivante. et obtient également le titre d'entraîneur de l'année 2001. Il est limogé du club en 2003 après l'organisation du Final Four de l'Euroligue 2003-2004 au Prado mais où les Berruyères terminent à la quatrième place.
Après un intérim assuré par son adjoint Sébastien Nivet, c'est Pierre Vincent qui prend la direction de l'équipe. Celui-ci conduit son équipe à deux participations au Final Four de l'Euroligue, en 2007 et 2008, quatre titres de champion de France, en 2005, 2008, 2009 et 2011. Sur le plan individuel, il est désigné à deux reprises meilleur entraîneur, en 2007 et 2008. Pierre Vincent quitte le club en mai 2011.
C'est Valérie Garnier, internationale française de 1988 à 1990 qui lui succède. Dès sa première saison à la tête de l'équipe, elle remporte un nouveau titre de champion de France.

### Joueuses célèbres ou marquantes
Amy Cissé, qui évolue avec Bourges de 1992 à 1995, est internationale française.
La Russe Ielena Khoudachova rejoint le club de Bourges en provenance de Tarbes Gespe Bigorre en compagnie de son entraîneur Vadim Kapranov en 1993. En 1995, elle est désignée meilleure étrangère du championnat de France, titre dont elle avait déjà été honorée lorsqu'elle évoluait avec Tarbes.
Le club recrute Yannick Souvré en provenance du SPO Rouen Basket. Celle-ci devient la capitaine de l'équipe, et le relais de Kapranov, assurant même le rôle d'entraîneur et de meneuse lors du Final Four de l'Euroligue 1997. Lors de celui-ci, elle inscrit 18 points, 3 sur 4 à trois points, capte 9 rebonds et délivre 4 passes lors de la demi-finale face à Côme et est désignée meilleure joueuse du Final Four. Souvré est présente lors des trois victoires en Euroligue, en 1997, 1998 et 2001. Elle est présente lors des six premiers titres de champion de France du club. À titre individuel, elle est désignée meilleure joueuse française en 1998.
Odile Santaniello, qui reste sur huit titres de meilleure joueuse française, s'engage avec le club de Bourges en 1994. Elle reste quatre au club, remportant les trois premiers trophées européens du club. En 1998, lors de sa dernière saison au club, elle reçoit son neuvième titre de meilleure joueuse française, titre qu'elle partage avec sa coéquipière Yannick Souvré. La Slovaque Anna Kotočová rejoint Bourges la même année que Santaniello. Cette intérieure prend une place prépondérante dans le jeu développé par Kapranov, qui pense que la victoire se décide en défense. Elle obtient le titre de meilleure joueuse du Final Four de l'Euroligue lors de la victoire en 1998.
Isabelle Fijalkowski, après une saison en NCAA avec les Buffaloes du Colorado, rejoint Bourges en 1995. L'intérieure française reste deux saisons dans le club avant de rejoindre l'Italie, remportant deux titres de championnes de France avec les Tango et participant au premier titre en Euroligue en 1997. Elle est honorée du titre de meilleure joueuse française lors de sa dernière saison.

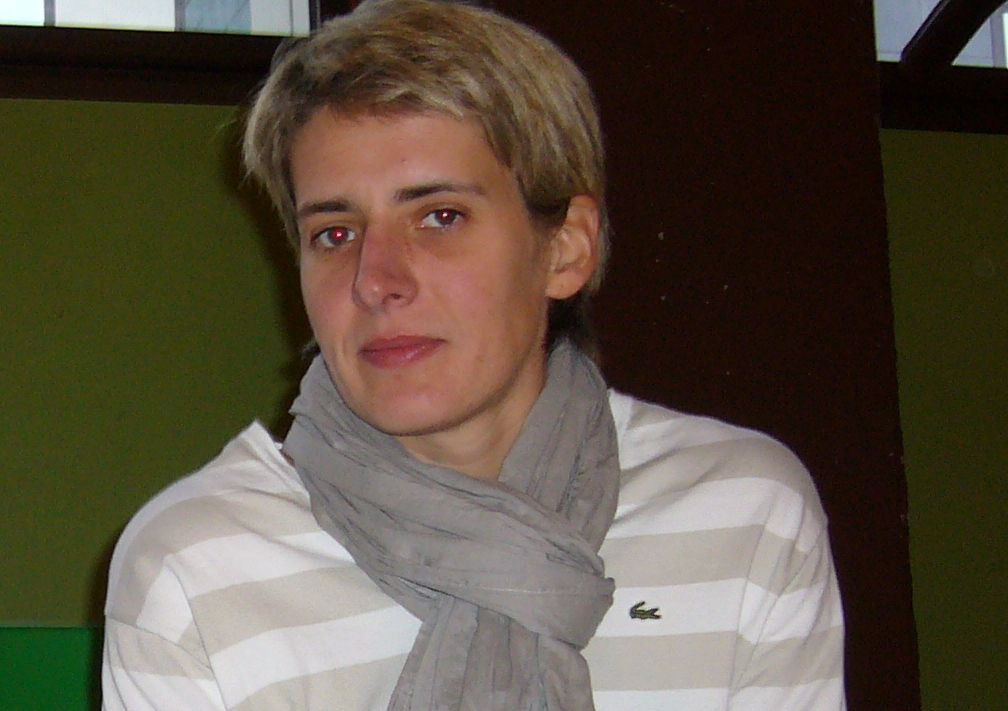
Cathy Melain.

La même année 1995, Cathy Melain, après ses deux premières saisons en N1A avec Tarbes puis l'ASPTT Aix en Provence rejoint Bourges, club avec lequel elle évolue jusqu'en 2003, puis de nouveau de 2005 à 2009 où elle termine sa carrière. Comme Souvré, elle gagne les trois titres en Euroligue. Elle remporte huit titres de championne de France sous les couleurs de Bourges. Elle est désignée à trois reprises meilleure joueuse française du championnat, de 1999 à 2001 et est également désignée meilleure joueuse du Final Four de l'Euroligue 2000 où Bourges s'incline en finale.
Eva Němcová, rejoint Bourges en 1996, désignée meilleure joueuse européenne en 1996 par le magazine italien La Gazzetta dello Sport. Évoluant pendant deux saisons avec Bourges, elle participe aux deux premières victoires en Euroligue et est désignée à deux reprises meilleure joueuse étrangère du championnat de France lors de ces deux saisons.
la Russe Ilona Korstine rejoint Bourges en 1997 à l'âge de dix-sept ans après le deuxième mariage de sa mère, elle reçoit la nationalité française en tant que mineure. Elle porte le maillot de ce club jusqu'en 2003, participant à la victoire lors de l'Euroligue 2001. Considérée comme française, elle est désignée meilleure espoir française en 1999. Sollicitée pour évoluer sous le maillot bleu, elle décide finalement de porter le maillot de la Russie. Durant cette époque, une autre internationale française, Stéphanie Vivenot, évoluant au poste de pivot, joue avec le club de Bourges.
En 1998, l'internationale française Audrey Sauret, qui a jusque-là évolué avec le rival de Valenciennes rejoint le club de Bourges. Avec celui-ci, elle remporte deux titres de championne de France, deux tournois de la Fédération et dispute une dispute de l'Euroligue, en 2000. Nicole Antibe, autre internationale française, signe avec Bourges en 2000 et reste quatre saisons. Elle figure parmi les quatre joueuses de l'effectif qui deviennent championnes d'Europe 201 avec la France, les trois autres étant Yannick Souvré, Cathy Melain et Sandra Dijon. Cette dernière, évolue à Bourges de 2001 à 2004.
En 2003, le club recrute Céline Dumerc, deux fois désignée meilleure espoire française avec son club de Tarbes. Celle-ci devient la nouvelle joueuse majeure de l'effectif. Elle joue de 2003 à 2009, remportant trois titres de championne de France, quatre Coupe de France, et trois tournois de la Fédération . Après un passage de deux ans en Russie, avec UMMC Iekaterinbourg, elle retrouve son ancien club en 2011 pour remporter un nouveau titre de champion. Elle est désignée meilleure joueuse française en 2008.
La même année, Élodie Godin, une jeune joueuse issue du Centre fédéral rejoint Bourges pour faire ses débuts en professionnelle. Elle reste au club jusqu'en 2006. durant cette période, elle reçoit deux titres consécutifs de meilleure espoire française.

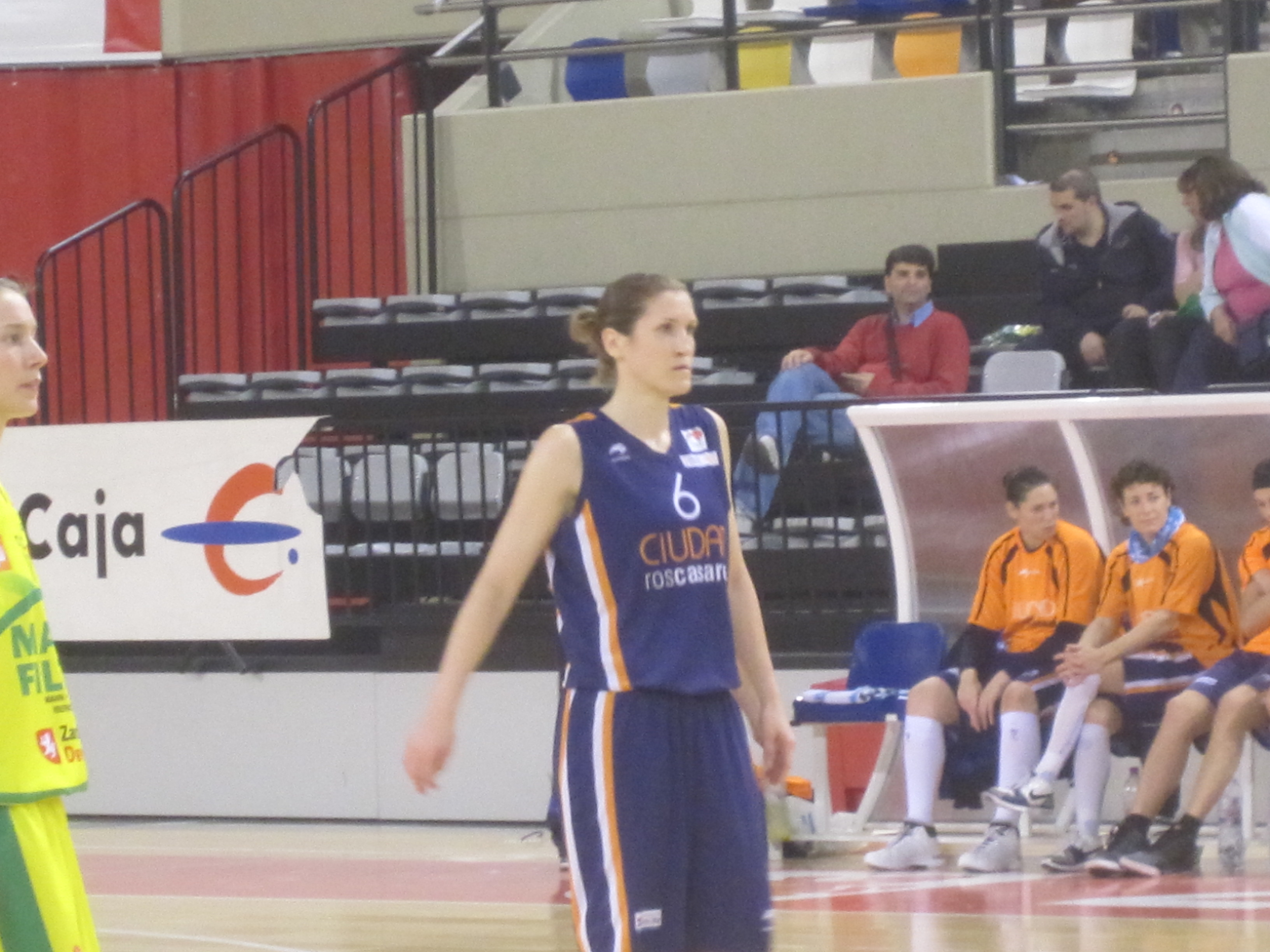
Belinda Snell sous le maillot de Ros Casares Valence.

Même si le club est dominé en France par Valenciennes et souffre en Europe de l'émergence de nouvelles forces, principalement russes, Bourges continue d'être un club attractif pour des joueuses étrangères : la Serbe Slobodanka Tuvić joue de 2002 à 2003, l'Espagnole Laia Palau de 2004 à 2006, la Croate Sonja Kireta de 2006 à 2008 après un passage à Valenciennes, la Grecque Evanthía Máltsi une saison en 2006-2007 et l'Australienne Belinda Snell lors de la saison 2007-2008, où elle est désignée meilleure étrangère.
Bourges compte également sur sa formation pour enrichir son effectif. Emmeline Ndongue débute en professionnelle lors de la saison 2000-2001, mais ne dispute pas la finale à quatre de l'Euroligue à Messine. Après un passage de deux avec le club du Pays d'Aix Basket 13de 2006 à 2008, elle retrouve Bourges, club avec lequel elle remporte quatre titres de championne de France et un titre de meilleure joueuse française en 2011.
Nwal-Endéné Miyem, autre joueuse issue de la formation de Bourges, évolue avec celui-ci de 2006 à 2015, remportant cinq titres de championne de France. Elle est désignée meilleure espoire en 2008.
Avec Cathy Melain, Céline Dumerc et Emmeline Ndongue, Endy Miyem figure parmi les quatre joueuses qui remportent le championnat d'Europe 2009. Florence Lepron, également championne d'Europe en 2009, reste deux ans au club, de 2006 à 2008 tout comme Anaël Lardy berruyère de 2009 à 2011. L'effectif de l'équipe de France qui devient vice-championne olympique à Londres en 2012 comprend quatre joueuses de Bourges, Céline Dumerc, Nwal-Endéné Miyem, Emmeline Ndongue et Jennifer Digbeu qui rejoint le club en 2009 avant de le quitter en 2012.

### Saison 2024-2025[90]
- Entraîneur : Olivier Lafargue
- Entraîneur adjoint : Jérôme Authier

| Numéro | Nom                 | Date de naissance | Taille (m) | Poste         | Nationalité   |
| ------ | ------------------- | ----------------- | ---------- | ------------- | ------------- |
| 22     | Kariata Diaby       | 29 juin 1995      | 1,93       | pivot         | Côte d'Ivoire |
| 18     | Pauline Astier      | 15 février 2002   | 1,79       | meneuse       | France        |
| 21     | Laëtitia Guapo      | 25 octobre 1995   | 1,85       | ailière       | France        |
| 39     | Alix Duchet         | 30 décembre 1997  | 1,63       | meneuse       | France        |
| 7      | Morgan Green        | 12 août 1996      | 1,75       | meneuse       | États-Unis    |
| 0      | Amy Okonkwo         | 26 août 1996      | 1,88       | ailier forte  | Nigeria       |
| 26     | Inès Pitarch-Granel | 6 mai 2006        | 1,82       | ailière       | France        |
| 1      | Maewenn Poilve      | 4 décembre 2007   | 1,75       | arrière       | France        |
| 32     | Tima Pouye          | 7 avril 1999      | 1,75       | arrière       | France        |
| 25     | Ártemis Spanoú      | 1er janvier 1992  | 1,90       | ailière forte | Grèce         |
| 13     | Alicia Tournebize   | 21 juillet 2007   | 1,95       | pivot         | France        |
| 11     | Ana Filip           | 20 juin 1989      | 1,95       | pivot         | France        |

### Saison 2022-2023[91]
- Entraîneur : Olivier Lafargue
- Entraîneur adjoint : Jérôme Authier

| Numéro | Nom              | Date de naissance | Taille (m) | Poste           | Nationalité       |
| ------ | ---------------- | ----------------- | ---------- | --------------- | ----------------- |
| 1      | Yvonne Anderson  | 8 mars 1990       | 1,75       | meneuse         | Serbie États-Unis |
| 2      | Anete Šteinberga | 20 janvier 1990   | 1,91       | intérieure      | Lettonie          |
|        | Farhiya Abdi     | 31 mai 1992       | 1,88       | intérieure      | Suède             |
| 3      | Ornella Bankolé  | 17 septembre 1997 | 1,81       | arrière         | France            |
| 7      | Endy Miyem       | 15 mai 1988       | 1,88       | intérieure      | France            |
| 17     | Sarah Michel     | 10 janvier 1989   | 1,80       | arrière-ailière | France            |
| 18     | Pauline Astier   | 15 février 2002   | 1,79       | meneuse         | France            |
| 21     | Laëtitia Guapo   | 25 octobre 1995   | 1,85       | ailière         | France            |
| 30     | Jess-Mine Zodia  | 22 décembre 2004  | 1,90       | intérieure      | France            |
| 33     | Élodie Godin     | 5 juillet 1985    | 1,90       | pivot           | France            |
| 39     | Alix Duchet      | 30 décembre 1997  | 1,63       | meneuse         | France            |
| 11     | Kayla Alexander  | 5 janvier 1991    | 1,93       | intérieure      | Canada            |

Endy Miyem encore indisponible, Bourges se renforce fin octobre avec la suédoise Farhiya Abdi.